# 16266 Johconnell
16266 Johconnell (2000 JX43) là một tiểu hành tinh vành đai chính được phát hiện ngày 7 tháng 5 năm 2000 bởi nhóm nghiên cứu tiểu hành tinh gần Trái Đất phòng thí nghiệm Lincoln ở Socorro.